# Svitlovodsk
Svitlovodsk (Oekraïens: Світловодськ, Russisch: Светловодск), tot 1962 Chroesjtsjov (Oekraïens: Хрущов) en tot 1969 Kremges (Oekraïens: Кремгес) geheten, is een industriestad in de Oblast Kirovohrad in Centraal-Oekraïne, gelegen aan de rivier Dnjepr. De stad ligt enkele kilometers ten oosten van Krementsjoek, ongeveer 90 kilometer ten noordoosten van Kropyvnytsky en 250 kilometer ten zuidoosten van Kiev.

## Geschiedenis
De stad ligt bij de stuwdam van Krementsjoek. De stad werd oorspronkelijk opgericht in de buurt van de dam om de arbeiders die de dam en waterkrachtcentrale bouwden, te huisvesten. De stad ontstond in de jaren 1950 en verving de stad Novogeorgievsk die in de uiterwaarden van het nieuwe stuwmeer lag. De naam Svitlovodsk (letterlijk - Heldere Waterweg) werd bedacht door het regime van Chroesjtsjov. Toen de dam klaar was, woonde de toenmalige Sovjetleider Nikita Chroesjtsjov de openingsceremonie bij. De stad breidde zich westwaarts langs de oever van het stuwmeer uit. De energiecentrale werd opgericht om stroom op te wekken voor hoogovens waar metalen en legeringen voor de defensie-industrie werden gemaakt. De fabriek was jarenlang "geheim". Deze functioneert nog steeds als een particuliere onderneming.